# استار آکادمی

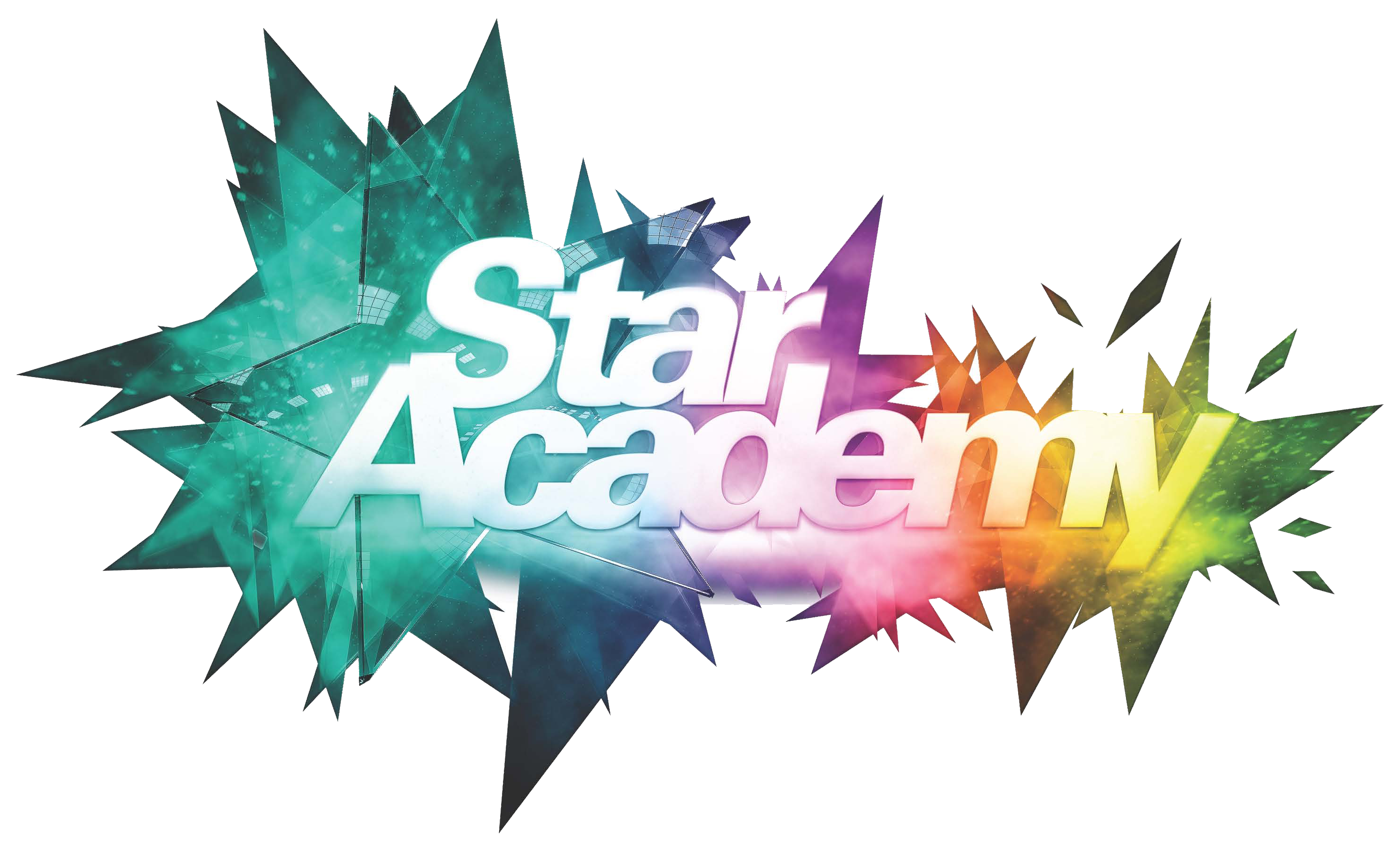
لگوی استار آکادمی

استار آکادمی یکی از برنامه‌های تلویزیونی در فرانسه است که در آن جوانان شرکت کننده برای مدت محدودی در کلاس‌های تعلیم خواندن و رقص شرکت می‌کنند. در آخر هر هفته شرکت کنندگان برنامه‌ای را به طور مستقیم به مدت دو ساعت اجرا می‌کنند. در طول برنامه مردم به کاندیدای مورد علاقه خود رأی می‌دهند.
فرانسه اولین کشوری است که این برنامه را در سال ۲۰۰۰ از طریق کانال تی‌اف۱ (TF1)اجرا کرد. در حال حاضر این برنامه در بسیاری از کشورها با نام‌های مختلف اجرا می‌شود.

## در فرانسه
مجری این برنامه در فرانسه نیکوس آلیگاس بود. این برنامه در سال ۲۰۰۹ متوقف شد.